# Али Мирза Каджар
Султан Али Мирза Каджар (перс. سلطانعلی میرزا قاجار); 16 ноября 1929, Бейрут — 27 мая 2011, Париж) — представитель династии Каджаров. Являлся главой дома Каджаров с 2 июля 1988 года по 27 мая 2011 года. Он является внуком Мохаммада-Али шаха предпоследнего шаха Персии династии Каджаров.

## Биография
Родился Султан Али Мирза в Бейруте 16 ноября 1929 года. Затем его семья эмигрировала во Францию. В 1999 году под его руководством была создана Семейная ассоциация Каджаров председателем которой стал Носрат-ос-Салтане который является родственником Султан Али Мирзы. Позже была создана Международная ассоциация изучения Каджаров, президентом которой он и стал. По профессии Султан Али являлся адвокатом, проживая в Париже. Он является автором Les Rois oubliés. В интервью персидскому отделения BBC он рассказал что считает маловероятным восстановление монархии в Иране. Несмотря на то что с детства живёт во Франции, у него был только иранский паспорт всю жизнь. Также регулярно посещал Иран.
Султан Али Мирза Каджар умер 27 мая 2011 года. Незадолго до своей смерти передал свою коллекцию рукописей в Международный музей семейной истории.